# Rolf Rosenthal
Rudolf « Rolf » Rosenthal (né le 22 janvier 1911 à Brunswick, mort le 3 mai 1947 à Hamelin) est un gynécologue allemand ayant exercé dans les camps de concentration nazis.

## Biographie
Rosenthal grandit sans ses parents : son père est porté disparu en mer en 1913. On ne sait pas clairement pourquoi il ne vit pas avec sa mère.
Il affirme rejoindre Jeunesses hitlériennes pour « le plaisir du personnage éclaireur », il en est membre du 1er mars au 30 mai 1928. Le 1er février 1929, il adhère au NSDAP et, du 1er juin 1928 au 28 février 1932, il fait partie de la SA. Le 1er mars 1932, il est membre de la SS.
En avril 1936, il interrompt ses études pendant un an et s'engage dans la Kriegsmarine. Il doit quitter officiellement le parti et la SS. Au printemps 1937, à cause d'un manque de discipline, il rencontre des problèmes avec ses supérieurs et retourne à l'université. Rosenthal effectue des stages et obtient un poste d'assistant. Avec la mobilisation générale d'octobre 1939, il retourne dans la Kriegsmarine.
Il termine ses études de médecine en 1940. En mars 1941, Rosenthal est appelé par la SS à Hambourg, mais ne s'y présente pas. Il est arrêté et sert en Pologne.

### Ravensbrück
Après plusieurs mutations, chaque fois à cause de difficultés disciplinaires, notamment dans le camp de concentration d'Oranienbourg-Sachsenhausen, Rosenthal devient médecin de camp en janvier 1942 dans le camp de concentration pour femmes de Ravensbrück. Il déclarera avoir tenté de résister au transfert, mais on le menace d'arrêter sa famille s'il refuse de se rendre à Ravensbrück. On lui promet qu'il ne servira que pendant six mois, ce qui se révèle inexact (selon les mêmes déclarations de Gerhard Schiedlausky et de Percival Treite).
Rosenthal remplace le gynécologue Gerda Weyand à Ravensbrück, où il travaille aux côtés de Herta Oberheuser. Son supérieur est Walter Sonntag.
Rosenthal est en détention provisoire le 22 juillet 1943. Il doit quitter Ravensbrück et est prisonnier à Sachsenhausen. L'acte d'accusation est présenté le 4 novembre 1943 et, le 13 décembre 1943, le tribunal de première instance de la Cour suprême de police et de police III de Berlin se réunit à Ravensbrück. L'une des accusations est que Rosenthal avait eu une relation avec la détenue Gerda Ganzer et qu'il l'a faite avorter. Son déni et son refus de se conformer aux réprimandes répétées du tribunal pour finalement faire des aveux ouverts et masculins sont considérés comme aggravant la peine. Rosenthal est reconnu coupable de « désobéissance militaire persistante, d'avortement, de manquement à la surveillance et de falsification de documents », pour une peine totale de huit ans et demi d'emprisonnement. En outre, il perd pendant neuf ans les droits civils, est considéré comme difficile à manier et est exclu de la SS. Le 20 juin 1944, le verdict est révisé. La peine est réduite à six ans de prison et six ans de perte d’honneur. Il reste exclu de la SS.
Après la Seconde Guerre mondiale, il est relâché pendant dix jours avant que la police allemande l'arrête le 16 juin 1945 en raison de son affiliation à la Waffen-SS.

### Procès de Ravensbrück
Au cours du procès, les témoins décrivent le rôle de Rosenthal dans le camp de concentration pour femmes de Ravensbrück : toute personne arrêtée pour des raisons politiques et qu'il a examinée, malgré la maladie, n'avait aucune chance d'être amenée à l'infirmerie. Il expulse aussi ces femmes de l'infirmerie et leur refuse une aide.
Il prétend avoir été un "anti-nazi", ce qui est en contradiction avec les témoignages. Il affirme avoir agi de sorte que cela ne paraisse pas un refus. Au cours du procès, il indique que, apparemment, les personnes extérieures ne connaissaient pas avant les conditions dans le camp. Lui-même n'a pas pu échapper à ces conditions, bien qu'il ait essayé. Il admet avoir participé à quelques expérimentations à l'été 1942 en tant qu'assistant. Enfin Rosenthal fait la concession qu'il aurait pu être impliqué dans la sélection de cobayes sans savoir de quoi il s'agissait.
L'avocat de la défense de Rosenthal essaie de prouver sa forte aversion pour le nazisme avec des lettres et les déclarations de l'épouse de Rosenthal. Dorothea Rosenthal, elle-même médecin, confirme l'exactitude de deux lettres de son mari en 1942, qui lui présentaient la défense.
Les procureurs britanniques concluent que Rosenthal est un médecin et que ses déclarations montrent clairement qu'il était devenu complice. En collaboration avec Gerhard Schiedlausky, il a mené des expériences sur les antibiotiques sulfamidés, administré des injections, participé à la stérilisation contrainte et des infanticides. Il avait toujours su ce qui s'était réellement passé là au nom de la médecine sans y faire face.
Rosenthal est condamné à mort le 3 février 1947 lors du premier des sept procès de Ravensbrück à Hambourg. Plusieurs requêtes en grâce sont déposées, y compris son épouse et un pasteur, au motif qu'il était une bonne personne, un médecin et donc pas responsable. Le pasteur (probablement un aumonier de la prison) déclare que Rosenthal, en tant qu’homme profondément religieux, fut de plus en plus opposé à la SS.
Le verdict est confirmé le 31 mars 1947. Il est transporté le 3 février 1947 de la prison d'Altona à la prison de Fuhlsbüttel, puis le 2 mai 1947 à la prison de Hamelin, où il est exécuté le lendemain à 9h37.